# Galeruca tanaceti
La galeruca nera (Galeruca tanaceti (Linnaeus, 1758)) è un coleottero della famiglia dei Crisomelidi.

## Descrizione

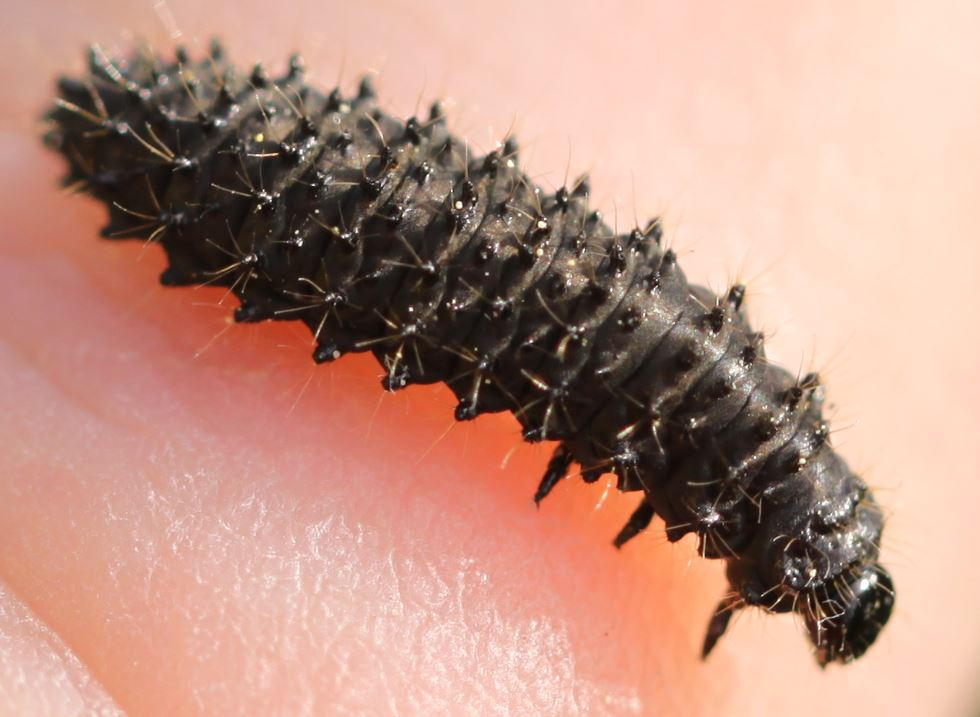
Larva

L'adulto è lungo dai 6 ai 12 mm circa, completamente di colore nero (a volte il secondo segmento delle antenne è più chiaro) e lucido; il corpo è lucido, ma è cosparso da fossette disposte fitte e irregolari, che lo fanno sembrare più spento.
Specialmente nelle femmine, l'addome sporge vistosamente oltre la punta delle elitre, in particolare quando sono incinte.
Può essere confuso con la specie congenere G. laticollis, che però ha il pronoto e le elitre pallide e i segmenti basali delle antenne marroni.

## Biologia
Gli adulti appaiono tra giugno e ottobre, e in alcuni casi svernano; le uova vengono deposte a settembre od ottobre, in gruppi protetti da ooteche attaccate alle piante. Le larve emergono in primavera, verso la fine di aprile, e s'impupano a fine maggio o a giugno.
È una specie polifaga sia allo stadio larvale, sia a quello adulto; tra le piante ospiti si possono citare Achillea millefolium, Cardamine pratensis, Centaurea nigra, Cirsium arvensis, Potentilla anserina, Scabiosa columbaria, Sinapis arvensis, Succisa pratensis, Tanacetum vulgare, Tussilago farfara e varie specie di Veronica.

## Distribuzione e habitat
La specie è attestata in gran parte d'Europa, inclusa l'Italia continentale.

## Tassonomia
Sono note le seguenti sottospecie:
- Galeruca tanaceti convexa Jacobson, 1925
- Galeruca tanaceti tanaceti (Linnaeus, 1758)